# Веєрс-Кейв (Вірджинія)
Веєрс-Кейв (англ. Weyers Cave) — переписна місцевість (CDP) в США, в окрузі Огаста штату Вірджинія. Населення — 2700 осіб (2020).

## Географія
Веєрс-Кейв розташований за координатами 38°17′4″ пн. ш. 78°54′45″ зх. д. / 38.28444° пн. ш. 78.91250° зх. д. (38.284553, -78.912417).  За даними Бюро перепису населення США в 2010 році переписна місцевість мала площу 17,19 км², з яких 17,09 км² — суходіл та 0,10 км² — водойми.

## Демографія
Згідно з переписом 2010 року, у переписній місцевості мешкали 2473 особи в 870 домогосподарствах у складі 663 родин. Густота населення становила 144 особи/км².  Було 910 помешкань (53/км²).
Расовий склад населення:
| - 91,8 % — білих - 1,9 % — чорних або афроамериканців - 0,6 % — азіатів - 3,5 % — осіб інших рас |

До двох чи більше рас належало 2,1 %. Частка іспаномовних становила 10,5 % від усіх жителів.
За віковим діапазоном населення розподілялося таким чином: 30,6 % — особи молодші 18 років, 59,0 % — особи у віці 18—64 років, 10,4 % — особи у віці 65 років та старші. Медіана віку мешканця становила 33,4 року. На 100 осіб жіночої статі у переписній місцевості припадало 94,7 чоловіків;  на 100 жінок у віці від 18 років та старших — 90,4 чоловіків також старших 18 років.
Середній дохід на одне домашнє господарство  становив 63 916 доларів США (медіана — 59 540), а середній дохід на одну сім'ю — 58 370 доларів (медіана — 58 278). Медіана доходів становила 45 333 долари для чоловіків та 30 759 доларів для жінок. За межею бідності перебувало 9,9 % осіб, у тому числі 19,5 % дітей у віці до 18 років та 0,0 % осіб у віці 65 років та старших.
Цивільне працевлаштоване населення становило 1296 осіб. Основні галузі зайнятості: освіта, охорона здоров'я та соціальна допомога — 41,3 %, роздрібна торгівля — 13,3 %, виробництво — 8,5 %, публічна адміністрація — 7,5 %.